# 10 mm Auto
10 mm Auto je močan pištolski naboj, ideja legendarnega strelca Jeffa Cooperja, ki ga je leta 1983 prvo izdelalo švedsko podjetje FFV Norma AB iz Åmotforsa.
To strelivo je bilo izdelano za pištolo Bren Ten, kot službeno pa ga je sprejel ameriški FBI. Kasneje se je sicer izkazalo, da je smodniško polnjenje tega naboja preveliko in, da veliko uslužbencev, še posebej žensk, ni obvladovalo orožja pri streljanju z njim. Tako je s skrajšanjem tulca in zmanjšanjem smodniškega polnjenja nastal naboj .40 S&W.
Naboj 10 mm Auto sicer še vedno izdelujejo, vendar je priljubljen le pri redkih navdušencih, predvsem v ZDA. Klasična 180 grainska krogla ima hitrost na ustju cevi okoli 420 m/s, kar pomeni, da ima dovolj kinetične energije, da je primerna celo za lov na srednjo divjad. To je tudi eden od razlogov, da je ta kaliber ostal v uporabi, predvsem med lovci. Okoli tega naboja je bilo izdelanih kar nekaj znanih pištol, med katerimi velja omeniti Glock 20, Smith & Wesson 1006 ter Colt Delta Elite.